# Montemayor
Montemayor – gmina w Hiszpanii, w prowincji Kordoba, w Andaluzji, o powierzchni 57,98 km². W 2011 roku gmina liczyła 4123 mieszkańców.